# باليوكيبوس (ليسفوس)
باليوكيبوس (Παλαιόκηπος) هي مدينة في ليسفوس في اليونان.